# Aeropuerto Internacional General Lucio Blanco
El Aeropuerto Internacional General Lucio Blanco  o Aeropuerto Internacional de Reynosa (Código IATA: REX - Código OACI: MMRX - Código DGAC: REI), es un aeropuerto internacional localizado en Reynosa, Tamaulipas, México, muy cerca de la Frontera entre Estados Unidos y México, al lado opuesto de McAllen, Texas. Se encarga del tráfico nacional e internacional de la ciudad de Reynosa y sus alrededores.

## Información
Reynosa se destaca como una ciudad que se desarrolla en el sector manufacturero, particularmente en las ramas eléctrica y electrónica al mismo tiempo se ha estimulado el desarrollo de la industria y de servicios. 
Para 2020, Reynosa recibió a 229,058 pasajeros, mientras que para 2021 recibió a 425,918 pasajeros según datos publicados por el Grupo Aeroportuario Centro Norte.
Por su ubicación geográfica e infraestructura, el aeropuerto de Reynosa es una de las opciones más promisorias para el desarrollo de carga aérea y actor importante en el estímulo de la economía de la región. Próximamente el aeropuerto comenzará la construcción de una nueva terminal de carga aérea, con el fin de dar respuesta a las solicitudes de instalar un almacén fiscal, estaciones de transferencia de carga, hangares y frigoríficos. 
El aeropuerto fue nombrado en honor al general Lucio Blanco, una importante figura de la Revolución mexicana de 1910 a 1920.

## Instalaciones
- Número de puertas: 5 (1 posición de contacto y 4 posiciones remotas)
- 6 mostradores de las aerolíneas operadoras
- Número de carruseles de reclamo de equipaje: 2 (nacional e internacional)
- Migración y aduana (área de llegadas)
- Taxis y renta de autos (área de llegadas)
- Tienda libre de impuestos
- Estacionamiento
- Snack Bar (servicio en sala de abordaje)
- Servicio de WIFI gratuito

## Remodelación del aeropuerto
Con la representación del Gobernador Francisco García Cabeza de Vaca, el Secretario de Desarrollo Económico Carlos Talancón Ostos, encabezó con autoridades del Grupo Aeroportuario Centro Norte de OMA (Operadora Mexicana de Aeropuertos), la ceremonia de inicio de construcción del nuevo Edificio Terminal del Aeropuerto de Reynosa. La presentación a detalle del proyecto estuvo a cargo del Director de Aeropuertos de Grupo OMA, Juan Manuel Jáuregui Aguilar, quien detalló que el monto a invertir fue de 302 millones de pesos, en un periodo de ejecución de 20 meses.
Explicó que el nuevo edificio tiene capacidad para atender a 1 millón de pasajeros anuales en una superficie de más de 8 mil metros cuadrados distribuidos en dos niveles, además cuenta con nuevas áreas de servicio al pasajero para brindar un mayor confort con amplios espacios en las zonas ambulatorio, documentación, punto de inspección, sala de última espera y el área de reclamo de equipaje. Durante el proceso de construcción, el Aeropuerto de Reynosa “General Lucio Blanco”, no suspendió sus operaciones y concluyó a mediados del año 2020.
La inauguración del nuevo Edificio Terminal fue el 22 de febrero del 2021 recibiendo su primeros pasajeros alrededor de las 05:00 am. A partir de ese día, dejó de operar el edificio anterior para dar paso a la demolición y crear nueva infraestructura como complemento al edificio nuevo, este espacio se convirtió en parte de la plataforma para el embarque y desembarque de pasajeros, se instaló un pasillo telescópico de nueva generación para un mejor confort de los pasajeros, se expandieron los espacios para una mejor distribución y seguridad para la operación.

## Aerolíneas y destinos

### Pasajeros
Actualmente operan 3 aerolíneas ofreciendo 5 destinos.

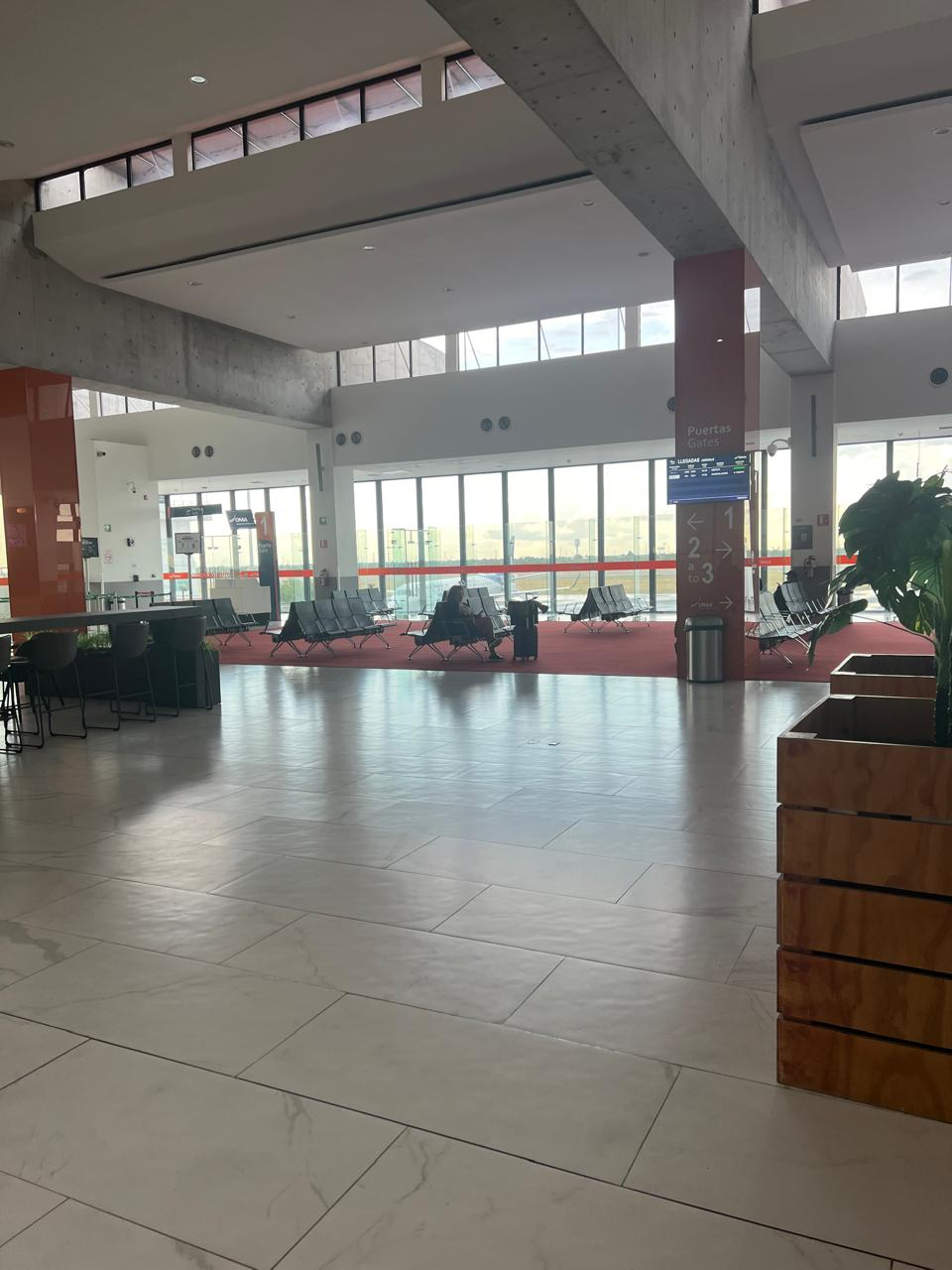
Salas de última espera del aeropuerto.

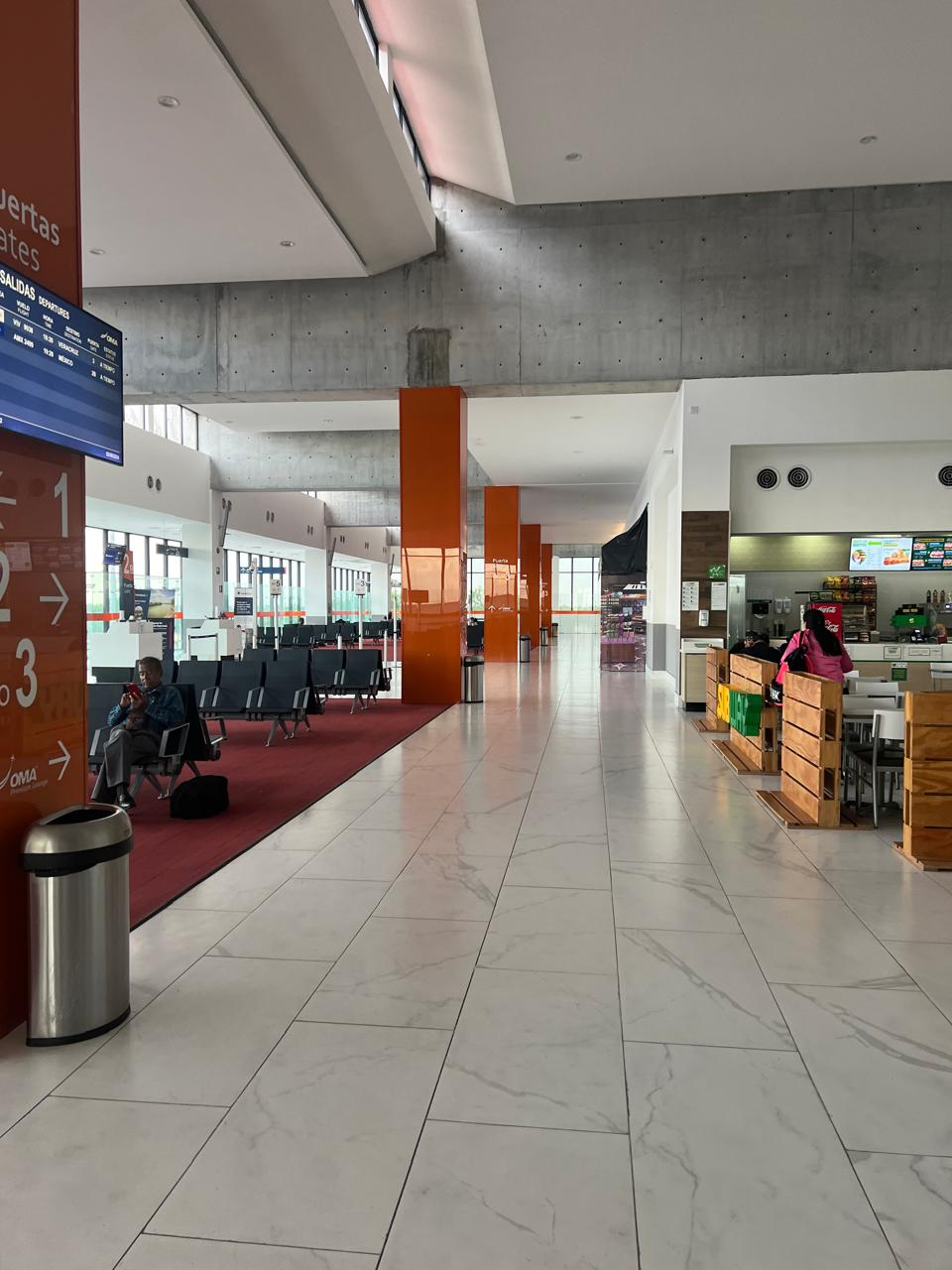
Salas de última espera del aeropuerto.

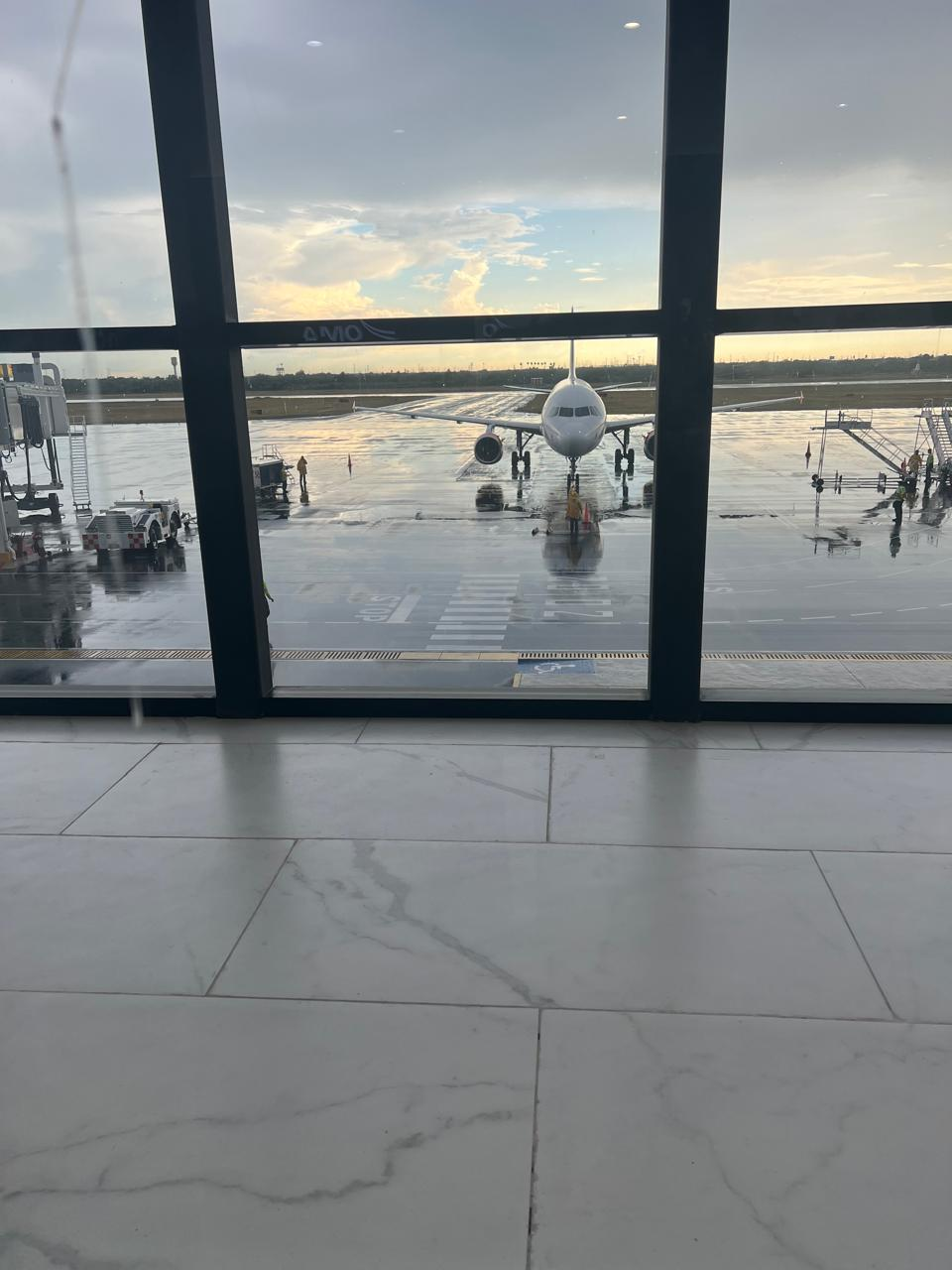
Plataforma comercial del aeropuerto.

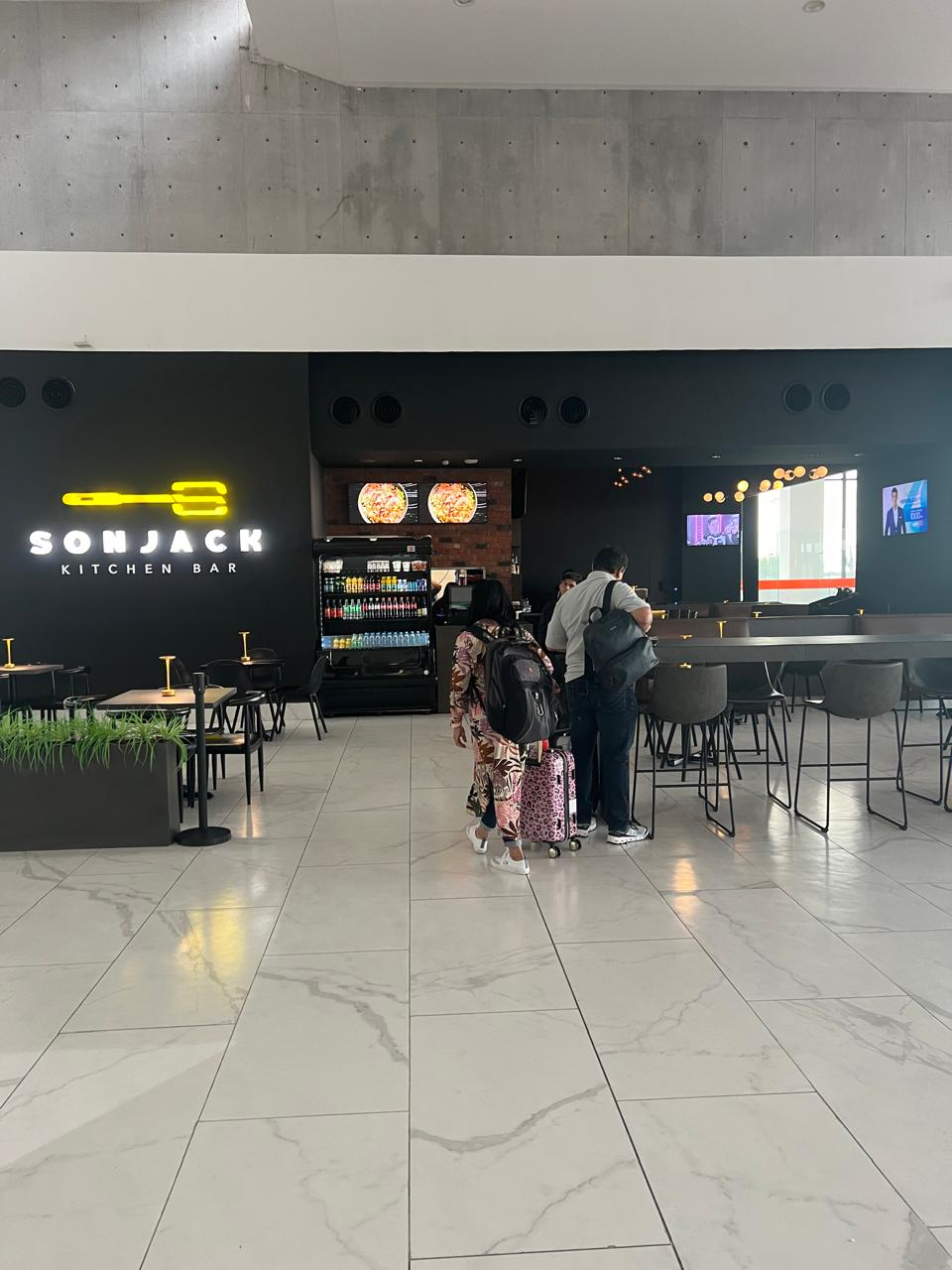
Restaurante en el aeropuerto.

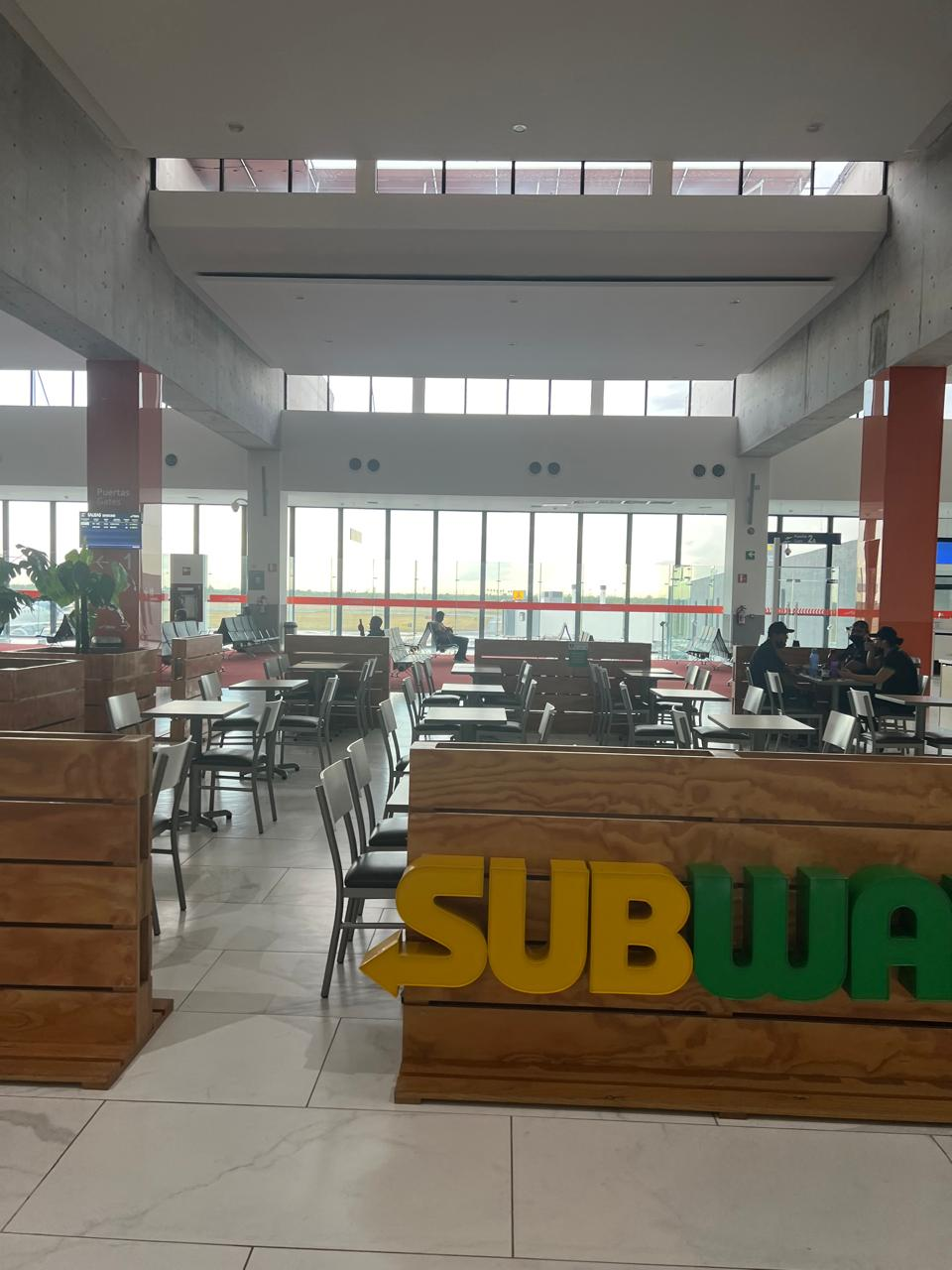
Área de comida rápida del aeropuerto.

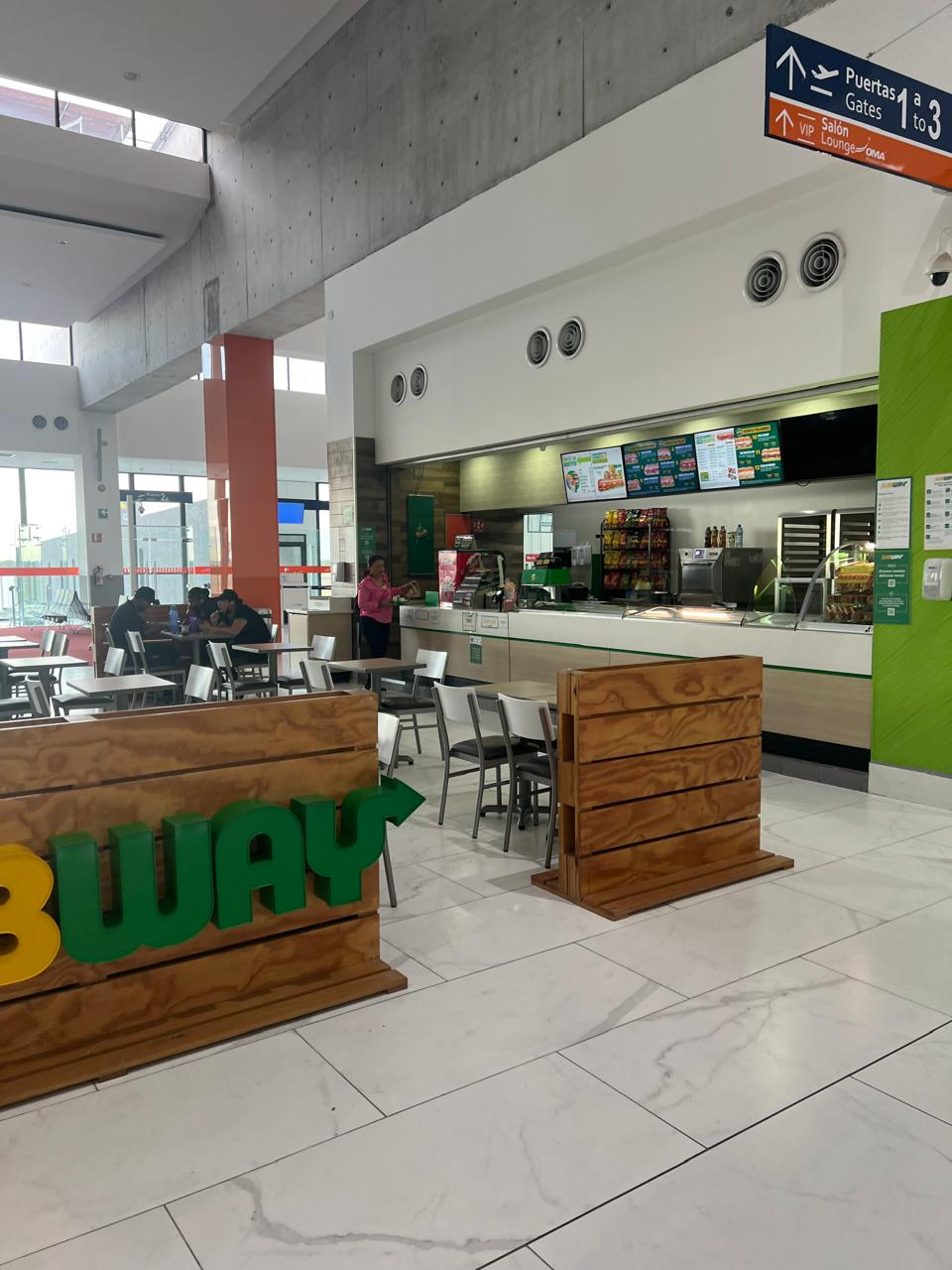
Área de comida rápida del aeropuerto.

| Destinos por aerolínea                                    | Destinos por aerolínea                                                 | Destinos por aerolínea | Destinos por aerolínea |
| Aerolínea                                                 | Destinos                                                               |                        |                        |
| --------------------------------------------------------- | ---------------------------------------------------------------------- | ---------------------- | ---------------------- |
| Aeroméxico                                                | Estacional: Ciudad de México                                           |                        |                        |
| Aeroméxico Connect                                        | Ciudad de México                                                       |                        |                        |
| Viva                                                      | Cancún, Ciudad de México, Ciudad de México–AIFA, Guadalajara, Veracruz |                        |                        |
| Total: 5 destinos (nacionales), 3 aerolíneas (nacionales) |                                                                        |                        |                        |

### Carga
| Destinos por aerolínea                      | Destinos por aerolínea            | Destinos por aerolínea | Destinos por aerolínea |
| Aerolínea                                   | Destinos                          |                        |                        |
| ------------------------------------------- | --------------------------------- | ---------------------- | ---------------------- |
| TUM AeroCarga                               | Guadalajara, Nuevo Laredo, Toluca |                        |                        |
| Total: 3 destinos (nacionales), 1 aerolínea |                                   |                        |                        |

### Destinos nacionales
Se brinda servicio a 5 ciudades dentro del país a cargo de 3 aerolíneas. El destino de Aeroméxico también es operado por Aeroméxico Connect.
| Cancún (CUN)           | • |   |   | 1 |
| Ciudad de México (MEX) | • | • |   | 2 |
| Ciudad de México (NLU) | • |   |   | 1 |
| Guadalajara (GDL)      | • |   |   | 1 |
| Veracruz (VER)         | • |   |   | 1 |
| Total                  | 5 | 1 | 0 | 5 |

## Aerolíneas y destinos que operaban anteriormente al AIR
| Aerolíneas                 | Destinos                                                         | Año de cese |
| -------------------------- | ---------------------------------------------------------------- | ----------- |
| Aeroméxico                 | Matamoros                                                        | 2000        |
| Aerolíneas Internacionales | Cuernavaca                                                       | 2003        |
| Aeromar                    | Ciudad de México, Ciudad Victoria, Tampico, Mérida, Villahermosa | 2013 / 2017 |
| Alma de México             | Guadalajara, Poza Rica, Tampico, Villahermosa                    | 2008        |
| Interjet                   | Ciudad de México                                                 | 2017        |
| Mexicana                   | Ciudad de México                                                 | 2010        |
| MexicanaClick              | Ciudad de México                                                 | 2010        |
| Viva                       | Tijuana                                                          | 2024        |
| Volaris                    | Cancún, Ciudad de México, Guadalajara, Toluca                    | 2008 / 2017 |

## Zona de carga aérea
El Aeropuerto de Reynosa es otra de las opciones al noreste del país para el desarrollo de carga aérea y actor importante en el estímulo de la economía de la región. La Terminal de Carga Aérea representará un punto estratégico para las operaciones provenientes o con destino final en América del Norte (Estados Unidos, México y Canadá).
Características:
- 6 andenes de revisión.
- 1 andén de decomiso.
- Oficinas de aduanas.
- Estacionamiento público.
- 6,000 m² disponibles para almacenes de manejo de mercancías.
- 2,400 m² disponibles para maniobra lado aire y equipo de tierra.
- 3,600 m² disponibles para andenes de almacén.

## Servicios
El servicio de renta de autos en Reynosa Aeropuerto está suministrado por Hertz, Budget, Europcar, Green Motion y Sixt dentro del edificio terminal. Atienden con reserva previa.

## Estadísticas

### Tráfico anual
| Año  | Pasajeros Totales | cambio en % |
| 2006 | 136,991           |             |
| 2007 | 191,326           | 39.66%      |
| 2008 | 247,339           | 29.28%      |
| 2009 | 215,392           | 12.91%      |
| 2010 | 198,138           | 8.01%       |
| 2011 | 216,599           | 9.32%       |
| 2012 | 302,934           | 39.86%      |
| 2013 | 392,206           | 29.47%      |
| 2014 | 472,027           | 20.35%      |
| 2015 | 507,186           | 7.45%       |
| 2016 | 563,952           | 11.19%      |
| 2017 | 482,661           | 14.41%      |
| 2018 | 466,934           | 3.26%       |
| 2019 | 480,524           | 2.91%       |
| 2020 | 229,058           | 52.33%      |
| 2021 | 425,918           | 85.94%      |
| 2022 | 518,051           | 21.63%      |
| 2023 | 540,122           | 4.26%       |
| 2024 | 531,558           | 1.59%       |
| ---- | ----------------- | ----------- |

### Rutas más transitadas
| Número | Ciudad               | Pasajeros | Ranking | Aerolínea                            |
| ------ | -------------------- | --------- | ------- | ------------------------------------ |
| 1      | Ciudad de México     | 104,937   |         | Aeroméxico, Aeroméxico Connect, Viva |
| 2      | Cancún, Quintana Roo | 35,330    |         | Viva                                 |
| 3      | Valle de México      | 32,994    |         | Viva                                 |
| 4      | Guadalajara, Jalisco | 30,852    |         | Viva                                 |
| 5      | Veracruz, Veracruz   | 20,709    |         | Viva                                 |

## Aeropuertos cercanos
Los aeropuertos más cercanos son:
- Aeropuerto Internacional de McAllen-Miller (18 km)
- Aeropuerto Internacional Valley (62 km)
- Aeropuerto Internacional General Servando Canales (75 km)
- Aeropuerto Internacional de Brownsville/South Padre Island (81 km)
- Aeropuerto Internacional de Monterrey (189km)

## Accidentes
- El 6 de octubre de 2000 el vuelo 250 de Aeroméxico, un DC 9-31 proveniente de la Ciudad de México pretendió aterrizar en el Aeropuerto Internacional General Lucio Blanco, pero al hacerlo, la aeronave salió de la pista y finalmente se estrelló en 4 pequeñas viviendas en las inmediaciones del canal de riego Rodhe. Hubo cuatro muertos todos integrantes de una familia, que se encontraban en una de las viviendas que a su paso, se llevó el avión.[7]

- El 10 de julio de 2020 una aeronave Cessna T210N Turbo Centurion II con matrícula N9422Y que realizaba un vuelo privado entre el Aeropuerto de Reynosa y el Aeropuerto de la Ciudad de México tuvo que aterrizar de emergencia en una parcela poco tiempo después de despegar, causando daño irreparable en la aeronave. Los 3 ocupantes sobrevivieron.[8][9]